# Єгудін Ілля Абрамович
Ілля Абрамович Єгудін (2(15) вересня 1913, місто Гомель, тепер Республіка Білорусь — 1 лютого 1985, село Петрівка, Красногвардійський район, Кримська область) — український радянський партійний і господарський діяч, голова колгоспу «Дружба народів» Красногвардійського району Кримської області, Герой Соціалістичної Праці (22.03.1966). Депутат Верховної Ради УРСР 5—9-го скликань (1959—1980 роки) від Кримської області.

## Біографія
Народився в родині єврейського візника. Освіта неповна середня.
З 1924 року — учень слюсаря, завідувач торговельного відділу лісробкоопу в місті Рєчиця Білоруської РСР.
У 1925 році разом із родиною переїхав до Криму в село Нейшпроцунг (потім — село Чапаєве Красногвардійського району). Працював у сільському господарстві, був причіплювачем, трактористом.
З 1931 року — колгоспник, бригадир рільничої бригади, з 1935 року — голова колгоспу імені Свердлова Тельманського району Кримської АРСР. З 1938 року — голова колгоспу імені Другої п'ятирічки Тельманського району Кримської АРСР.
Член ВКП(б) з 1938 року.
У 1940—1941 роках — директор Курманської машинно-тракторної станції (МТС) Курманської сільської ради Тельманського району Кримської АРСР.
З 1941 року — в Червоній армії. Учасник німецько-радянської війни. Працював директором МТС в Узбецькій РСР, заступником начальника Кашка-Дар'їнського обласного земельного відділу Узбецької РСР. У жовтні 1943 року був відкликаний у резерв Кримського обласного комітету ВКП(б).
У 1944—1945 роках — голова виконавчого комітету Красногвардійської районної ради депутатів трудящих Кримської АРСР.
У 1945—1947 роках — голова виконавчого комітету Кіровської районної ради депутатів трудящих Кримської області РРФСР.
У 1947—1949 роках — 1-й секретар Кіровського районного комітету ВКП(б) Кримської області РРФСР.
У вересні 1949 — грудні 1979 року — голова колгоспу імені Молотова (потім — «Дружба народів») села Петрівка Красногвардійського району Кримської області. Один із передових діячів колгоспного руху в Українській РСР, керівник великого господарства в Кримській області. Був обраний в Союзну Раду колгоспів (засновану в 1969 році).
З грудня 1979 року — на пенсії. Помер після тривалої хвороби.

## Нагороди
- Герой Соціалістичної Праці (22.03.1966)
- чотири ордени Леніна (30.12.1935, 26.02.1958, 22.03.1966, 8.12.1973)
- орден Жовтневої Революції (8.04.1971)
- орден Вітчизняної війни ІІ ст. (1.02.1945)
- Почесна грамота Президії Верховної Ради Української РСР (.09.1963)
- мала золота медаль Всесоюзної сільськогосподарської виставки (1941)
- Заслужений працівник сільського господарства Української РСР (14.09.1973)